# Брут де Вільруа
Брут де Вільруа (фр. Brutus de Villeroi; 1794, Тур, Франція — 1874) — французький інженер 19-го століття, розробник підводних човнів.

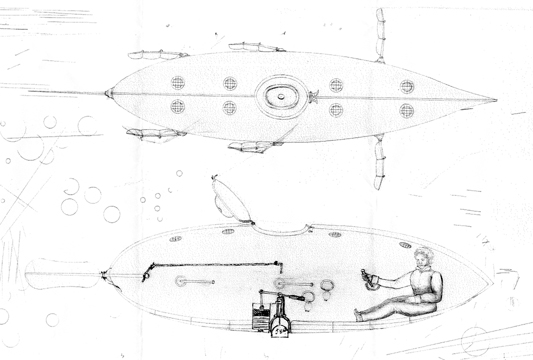
«Наутілус», 1832

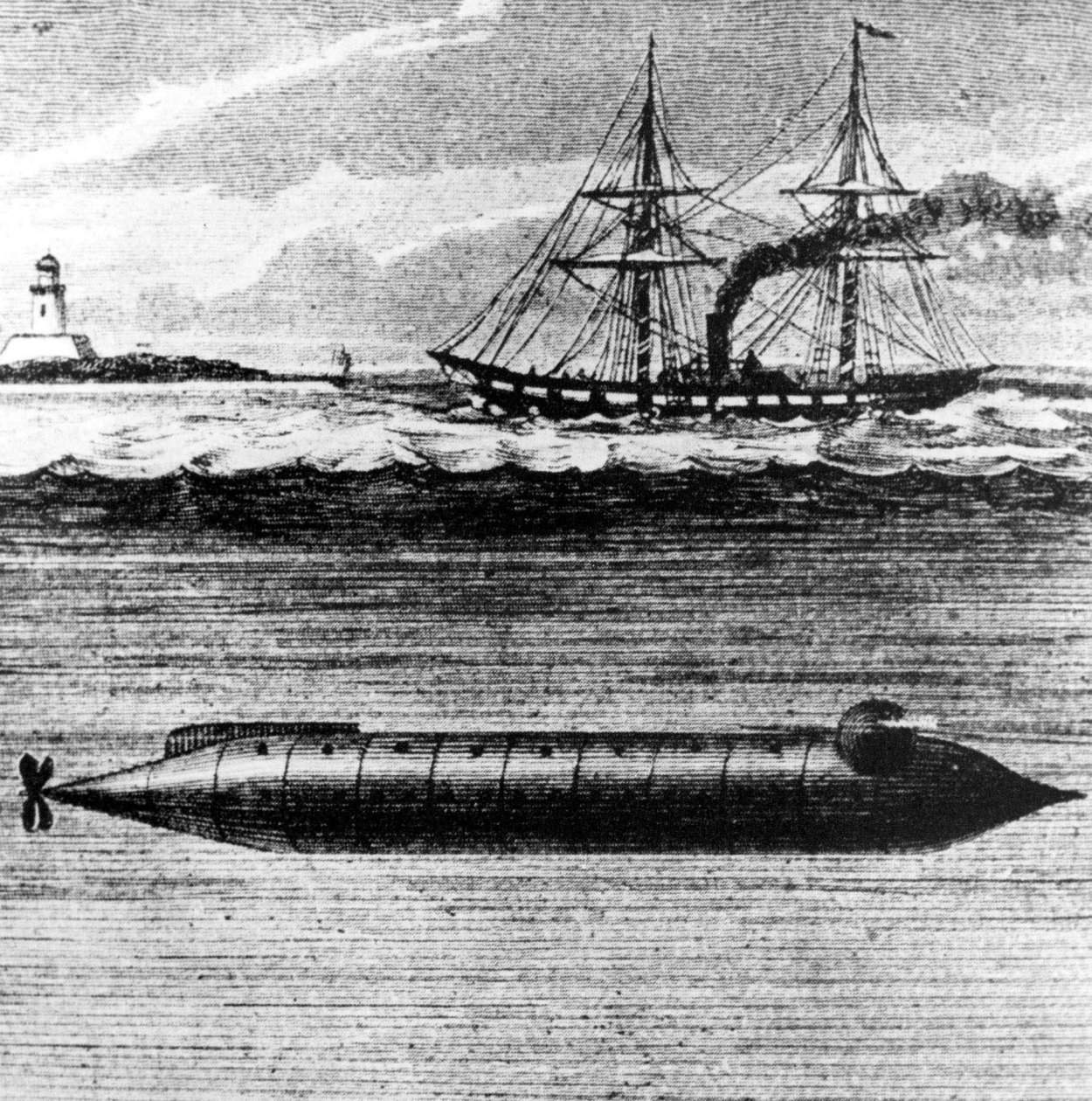
«Алігатор», 1862

Працював у Нанті, відомий завдяки розробці першого оперативного підводного човна («Наутілус», 1832) і першого підводного човна ВМС США («Алігатор», 1862).
Невеликий підводний човен «Наутілус» був завершений у 1832 році. Назва, можливо, є посиланням на човен «Наутілус» 1800 року, розробленого Робертом Фултоном. Човен був продемонстрований на річці недалеко від Нанта 12 серпня 1832, а потім представникам Королівства Нідерландів в 1837 році.
Де Вільруа кілька разів намагався продати свої проєкти підводних човнів ВМС Франції (1832, 1855 і 1863 р.), але кожного разу отримав відмову.
Існує думка, що у 1842 році де Вільруа був професором для малювання і математики в семінарії Сант-Донато в Нанті, де також навчався Жюль Верн, однак жодних доказів цього досі не знайдено і жодного прямого зв'язку між ними не встановлено.
У 1856 році емігрував до Сполучених Штатів. В кінці 1850-х вирушив до Філадельфії, штат Пенсільванія, де розробив кілька підводних човнів. В американському переписі 1860 року рід занять описується як «природний геній». Здобув популярність в США 16 травня 1861 року, коли перший американський підводний човен, збудований Вільруа був затриманий поліцією Філадельфії під час плавання вгору по річці річкою Делавер.
Запропонував проєкт човна ВМС, щоб протистояти загрозі військово-морського флоту броньованих кораблів з боку Конфедерації. Восени 1861 року був укладений контракт на будівництво човна протягом 40 днів на суму $ 14 000. Корабель «Алігатор» став першим підводним човном ВМС США, але ніколи не був офіційно введений в експлуатацію. Де Вільруа керував першими етапами будівництва в Філадельфії, але поступово був відсторонений від проєкту, оскільки виступав проти деяких змін в конструкції.